# Суетин, Александр Александрович
Александр Александрович Суетин (род. 1957, Москва) — российский лютнист и исполнитель на других струнных щипковых инструментах. Заслуженный артист Российской Федерации, солист Московской филармонии.

## Биография
Обучался в музыкальном училище имени Октябрьской Революции (в настоящее время — Московский государственный музыкальный колледж им. А. Шнитке) по классу классической гитары (1975—1979). Ещё будучи студентом, А. Суетин увлёкся старинными инструментами семейства лютневых. Пройдя конкурс, в 1979 г. стал солистом ансамбля старинной музыки «Мадригал».
В 1985 году, уйдя из «Мадригала», совместно с певицей Татьяной Беляковой (также солисткой «Мадригала»), создал дуэт, с успехом выступавший в городах России, ближнего и дальнего зарубежья с программами вокальной и лютневой музыки.
В эти же годы А. Суетин начал выступать в составе инструментального трио «Орфарион» (Олег Худяков, Анатолий Гринденко, Александр Суетин), в ансамблях с Татьяной Гринденко, Алексеем Любимовым, Наталией Гутман, стал участником многих престижных проектов и фестивалей старинной музыки.
Совместно с Т. Беляковой, трио «Орфарион», А. Гринденко (виола да гамба), гитаристом А. Мартыновым и сольно Александром Суетиным записано шесть компакт-дисков из произведений западно-европейских мастеров эпохи Барокко.
В начале 2000-х годов сотрудничал с Московским Театром на Таганке (спектакль «Хроники» по пьесам У. Шекспира, постановка Ю. Любимова) и Фондом Андрея Кончаловского (спектакль «Любовь — книга золотая» по пьесе А. Толстого, постановка А. Кончаловского).
Совместно с Анной Тончевой участвует в постановке оперы Монтеверди «Орфей» Пермского театра оперы и балета им. П. И. Чайковского (режиссёр Георгий Исаакян) (2008), ставшей обладательницей двух Национальных театральных премий «Золотая маска».
C 2008 г. А. Суетин — художественный руководитель ансамбля солистов «Мадригал» Московской филармонии